# اصل توازی اقلیدس

اگر دو خط به وسیلهٔ خط موربی چنان قطع شوند که مجموع اندازهٔ درجه‌های دو زاویهٔ درونی (α و β) واقع در یک طرف مورب، کمتر از ۱۸۰ درجه باشد، آنگاه این دو خط یک‌دیگر را در همان طرف مورب، تلاقی می‌کنند.

اصل توازی اقلیدس (اصل همراستایی اقلیدس) که به اصل پنجم اقلیدس نیز معروف است (چون پنجمین اصل از اصول اقلیدس در هندسه است) این‌گونه‌است: اگر دو خط راست به‌وسیلهٔ یک خط سوم قطع شوند، در همان طرفی از خط سوم که زوایای داخلی، مجموع کوچک تر از دوقائمه تشکیل می‌دهند یکدیگر  را قطع می‌کنند.

## چند جانشین دیگر برای این اصل پیشنهاد شده‌است:
- حداقل یک مثلث وجود دارد که مجموع سه زاویهٔ آن برابر با ۱۸۰ درجه‌است.
- دو مثلث متشابه غیر متساوی وجود دارند.
- دو خط مستقیم وجود دارند که همه جا از هم به یک فاصله‌اند.
- بر هر سه نقطهٔ غیر واقع بر یک خط می‌توان دایره‌ای گذراند.
- بر هر نقطهٔ داخل زاویه‌ای کمتر از ۶۰ درجه می‌توان خط مستقیمی کشید که هر دو ضلع زاویه را قطع کند.

## هندسه‌های دیگر
این اصل مناقشه برانگیزترین اصل از اصول پنج‌گانهٔ هندسهٔ اقلیدسی است. کنکاش برای طرح این اصل به عنوان قضیه و اثبات آن با توجه به چهار اصل ماقبلش منجر به کشف اصل توازی جدیدی شد. اصل توازی هذلولوی و اصل توازی ریمانی در سده‌های اخیر هندسه‌های جدیدی را به وجود آوردند که به هندسهٔ هذلولوی یا هندسهٔ لباچفسکئی و هندسهٔ ریمانی یا هندسهٔ بیضوی مشهورند.